# Кееликолани
Рут Кееликолани (гав. Ruth Keʻelikōlani, 9 февраля 1826, Гонолулу, Оаху, Королевство Гавайи — 24 мая 1883, Каилуа-Кона, Гавайи, Королевство Гавайи) — принцесса, внучка короля Камеамеа I и сестра короля Камеамеа IV. Королевский губернатор острова Гавайи в 1855—1874 гг. Была решительным сторонницей гавайского языка и традиционных культурных практик. Дама Большого креста ордена Камехамехи I.

## Биография

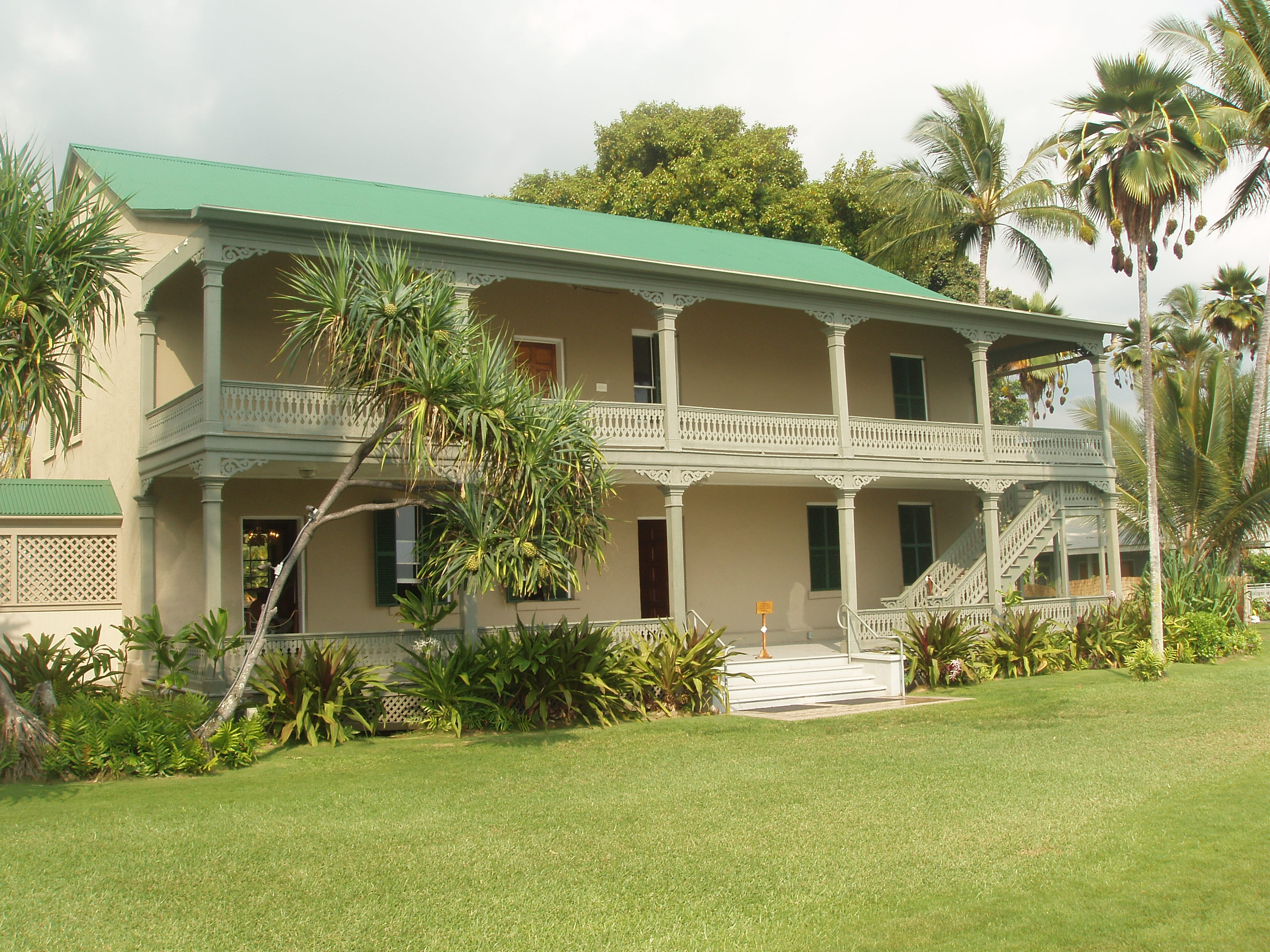
Дворец Хулихее, резиденция Кееликолани

Рут Кееликолани родилась 9 февраля 1826 года в Гонолулу, на острове Оаху. Отец — королевский губернатор Оаху Матаио Кекуанаоа. Мать — Пауахи. По отцу и матери была потомком старших королевских линий. Кееликолани родилась вскоре после свадьбы родителей, состоявшейся 28 ноября 1825 года. Её мать умерла вскоре после родов. Её удочерила и воспитывала влиятельная Каауману, жена Камеамеа I. После смерти Каауману в 1832 году Матаио Кекуанаоа взял её к себе в дом, признал дочерью и наследницей, что сделало её единокровной сестрой королей Камеамеа IV, Камеамеа V и принцессы Виктории Камамалу.
Своей дочерью Кееликолани признал также королевский губернатор Кауаи Каалаиа Луануу (Kahalaiʻa Luanuʻu), который умер в 1826 году. Согласно Конституции королевства Гавайи 1840 года, принятой королём Камеамеа III, право быть монархом требует законного рождения в христианском стиле.
В то время, когда многие гавайцы переходили в христианство, Кееликолани сохранила множество традиционных гавайских религиозных традиций, хотя они были отменены в 1819 года. году. Как член королевской семьи, Кееликолани служила королевским губернатором острова Гавайи. Кееликолани знала английский язык, однако настаивала на том, чтобы к ней обращались только на гавайском языке и требовала от негавайских послов пользоваться переводчиками, если они хотят с ней общаться. К 1870-м годам Кееликолани был крупнейшим землевладельцем на Гавайях. Несмотря на то, что она владела дворцом Хулихее в западном стиле, Кееликолани предпочитала жить в большом традиционном доме.
После смерти бездетного короля Камеамеа V в 1872 году, не назвавшего своего преемника, являлась более прямым потомком старших королевских линий, чем Луналило, однако несмотря на популярность в консервативных кругах гавайской правящей верхушки, имела спорное происхождение, поэтому мало кто считал её подходящим претендентом.
Умерла 24 мая 1883 года в Каилуа-Кона на острове Гавайи. Похоронена в Королевском мавзолее Гавайев. Кееликолани завещала все 353 000 акров земли, которыми владела, что составляло 9 % Гавайев, своей кузине принцессе Бернис Пауахи Бишоп, которая позже передала их школе Камеамеа, основанной в 1887 году.

## Личная жизнь

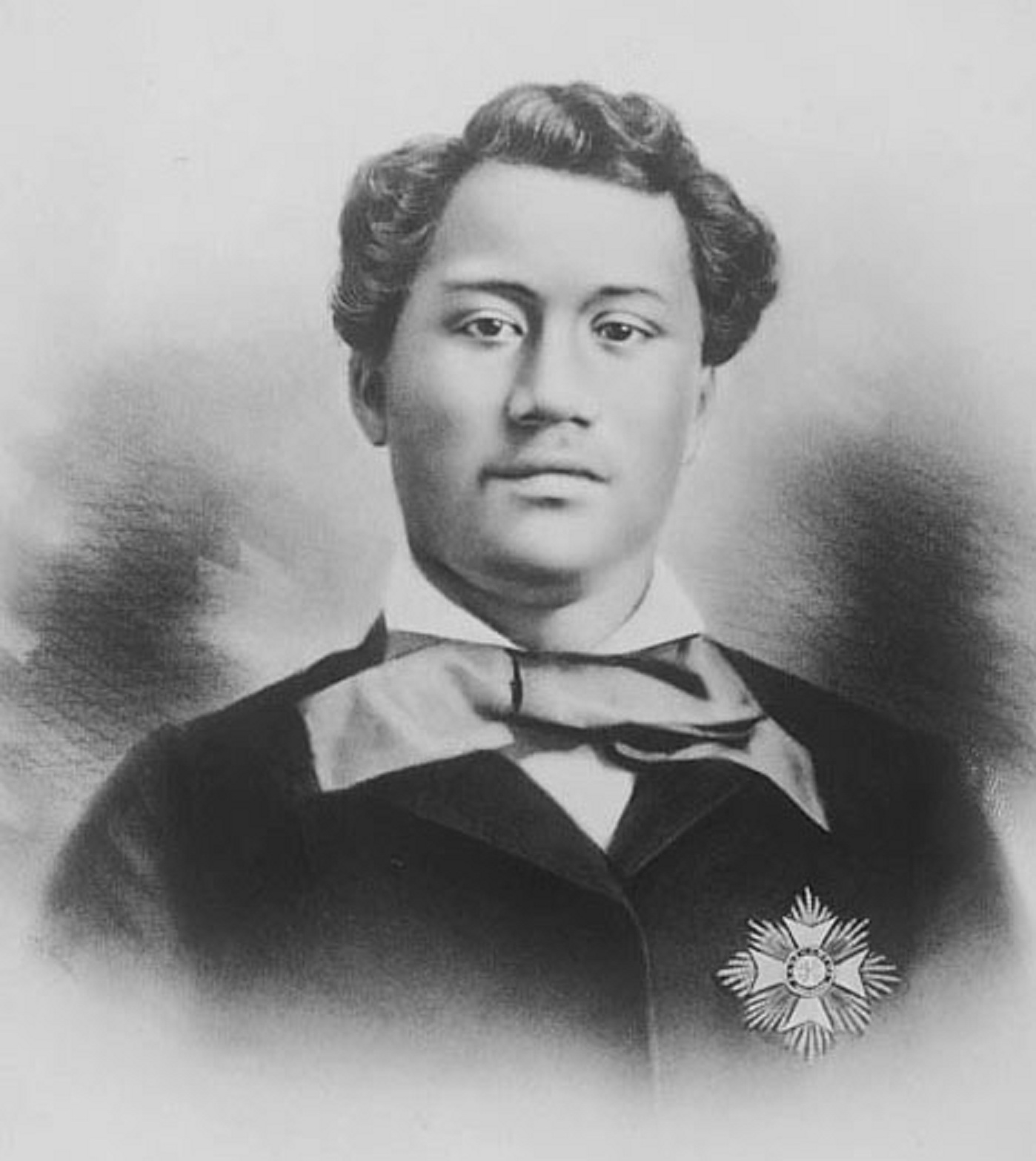
Джон Уильям Питт Кинау

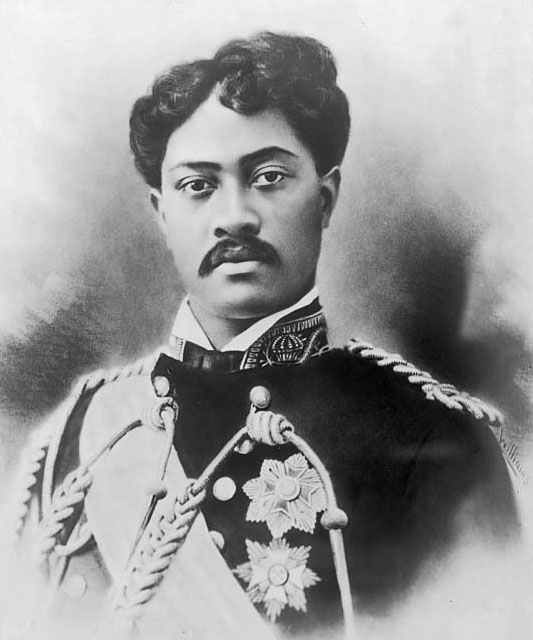
Уильям Питт Лелейохоку

В 16 лет вышла замуж за Уильяма Питта Лелейохоку I, бывшего мужа принцессы Нахиенаены, сына премьер-министра Каланимоку, усыновлённого губернатором острова Гавайи Джоном Адамсом Куакини. Вскоре после свадьбы Лелейохоку I умер в возрасте 27 лет во время эпидемии кори.
2 июня 1856 года вышла вторично замуж за Исаака Янга Дэвиса (Isaac Young Davis, ок. 1826—1888), внука моряка и советника Исаака Дэвиса. В 1868 году развелась.

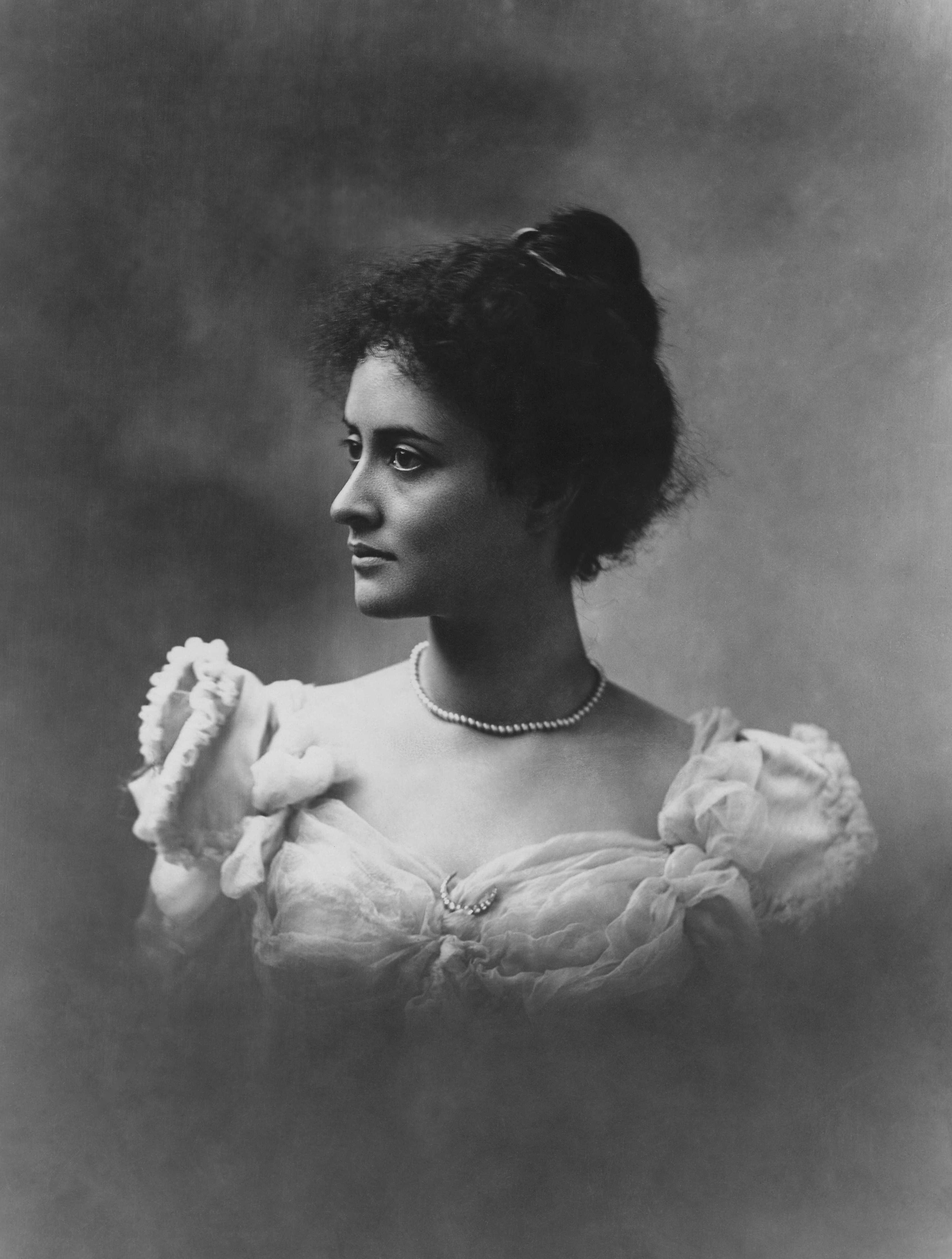
Принцесса Каюлани

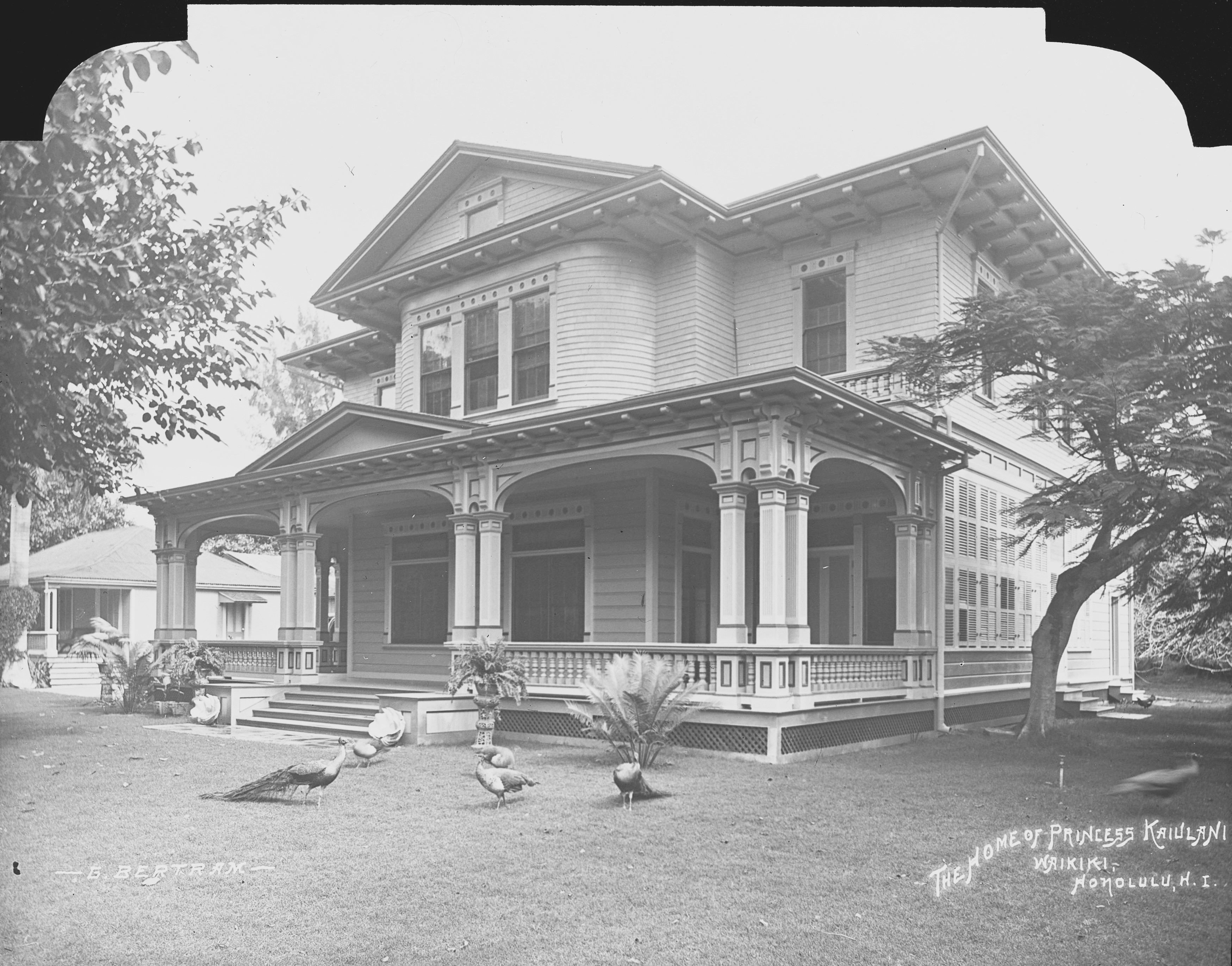
Айнахау, резиденция принцессы Каюлани

Родила двух сыновей. Оба умерли в молодом возрасте. Джон Уильям Питт Кинау, сын Лелейохоку I родился 21 декабря 1842 года. Учился в Королевской школе в Гонолулу. Умер 9 сентября 1859 года. Кеолаокалани Дэвис (Keolaokalani Davis), сын Исаака Янга Дэвиса родился в феврале 1862 года и умер 29 августа 1863 года в возрасте одного года и шести месяцев.
Её приемный сын, названный Лелейохоку II в честь её первого мужа, родился 10 января 1854 года, стал наследным принцем Гавайев, но умер 9 апреля 1877 года, когда ему было всего 23 года.
Была крёстной матерью принцессы Каюлани. На крещение подарила ей 10 акров земли в Вайкики, где шотландский бизнесмен Арчибальд Скотт Клегхорн, отец Каюлани построил особняк Айнахау.